# 北極大陸
北極大陸（Arctica）是個遠古大陸，形成於約25.65億年前的新太古代，由西伯利亚大陆、斯拉夫克拉通、怀俄明克拉通、苏必利尔克拉通和北大西洋克拉通所構成，位置相當於現今的北極地區。北極大陸後來先後成為大西洋大陸、妮娜大陸的一部分，妮娜大陸最後在10億年前成為羅迪尼亞大陸的一部分。
北极大陆首次由Rogers 1996提出。俄国地质学家用英语写作时，会将其写作“Arctida”，或许珀耳玻瑞亚克拉通，来自希腊神话中的许珀耳玻瑞亚。
Nikolay Shatsky（Shatsky 1935）是第一个假设北极地区的地壳来自同一块大陆的假说。“保守派”Shatsky则错误地将新西伯利亚、弗兰格尔和德朗群岛的前寒武纪和古生代变质岩归结于潜没。“激进派”则也错误地认为北美洲和欧亚大陆之间张裂为北冰洋洋盆。

## 前寒武纪大陆
Rogers在他构拟的超大陆旋回中，假设乌尔大陆形成于约30亿年前，经过在中元古代经历与东部南极洲的增生，后来组成了冈瓦纳大陆东部；北极大陆形成于距今25-20亿年前，由加拿大地盾和西伯利亚地盾融合而成；大西洋大陆形成于约20亿年前，由西非克拉通和东南美克拉通融合而成。北极大陆后来在约15亿年前与东南极克拉通和波罗的大陆一起组成了妮娜大陆约10亿年前，妮娜大陆、乌尔大陆和大西洋大陆融合为罗迪尼亚大陆。
Rogers & Santosh 2003认为，约25亿年前的大多数克拉通可能位于同一地区，因为它们在盘古大陆中聚在一起。Rogers也据此认为存在一个北极大陆。北极大陆的核心是加拿大地盾，Williams et al. 1991将其名为凯诺兰大陆，他们认为这个大陆形成于约25亿年前，之后在约18亿年前跨哈德逊造山带和Taltson-Thelon造山带形成之后发生张裂。这两条造山带来自陆陆碰撞，使得凯诺兰大陆自25亿年前一直完好地保留到今天。加拿大和西伯利亚造山带之间的联系更有争议。
劳伦大陆和波罗的大陆在古元古代晚期（距今17.4-17亿年前）相撞，后来西伯利亚大陆也与它们发生了碰撞。古地磁学构拟发现，它们在中元古代（距今15-14.5亿年前）形成了一个超大陆，但古地磁数据和地质证据也支持西伯利亚大陆、劳伦大陆和北极大陆之间存在间隔。

## 显生宙微陆块
现代北极地区的地质结构是中生代和新生代（距今2.5亿年以来）的构造活动的结果。这些活动形成了美亚海盆和欧亚海盆，1980年代发现的前寒武纪变质复合体则表明，劳伦大陆、波罗的大陆和西伯利亚大陆曾同属一块大陆。
在Metelkin, Vernikovsky & Matushkin 2015的构拟中，北极大陆在距今9.5亿年的拉伸纪形成，后来成为罗迪尼亚大陆的一部分。它在距今2.55亿年的二叠-三叠纪时成为盘古大陆的一部分。这一时期，北极大陆的构造发生了改变，并从赤道附近北移到北极附近，劳伦大陆、波罗的大陆和西伯利亚大陆的相对位置则没有变化。
高北极大火成岩省事件在距今1.3亿-9000万年前打破了北极大陆，中间张裂为北冰洋，并留下横跨北冰洋的岩墙群。
这块大陆的碎片有喀拉海陆架、新西伯利亚群岛、阿拉斯加北部、楚科奇半岛、格陵兰北部的因纽特褶皱带、北冰洋罗蒙诺索夫海岭和阿尔法-门捷列夫海岭。较新的观点也包括巴伦支陆架（包括斯瓦尔巴和提曼–伯朝拉板块）。
大陆的最后残留现在位于喀拉海陆架、新西伯利亚群岛及相邻的陆架、布鲁克斯岭以北的阿拉斯加、西伯利亚东端的楚科奇半岛、格陵兰北部和加拿大北部的一些碎块，和北冰洋洋面下的罗蒙诺索夫海岭。

### 资料
- Ernst, R.; Bleeker, W. . Canadian Journal of Earth Sciences. 2010, 47 (5): 695–739  [2016-03-28]. Bibcode:2010CaJES..47..695E. doi:10.1139/E10-025.
- Khain, V. E.; Filatova, N. I. . Doklady Earth Sciences. 2009, 428 (1): 1076–1079. Bibcode:2009DokES.428.1076K. S2CID 128422376. doi:10.1134/S1028334X09070071.
- Khain, V. E.; Polyakova, I. D.; Filatova, N. I.  (PDF). Russian Geology and Geophysics. 2009, 50 (4): 334–345  [5 March 2016]. Bibcode:2009RuGG...50..334K. doi:10.1016/j.rgg.2009.03.006.
- Metelkin, D. V.; Vernikovsky, V. A.; Matushkin, N. Y.  (PDF). Precambrian Research. 2015, 259: 114–129  [5 March 2016]. Bibcode:2015PreR..259..114M. doi:10.1016/j.precamres.2014.09.013.
- Rogers, J. J. W. . Journal of Geology. 1996, 104 (1): 91–107, Chicago. Bibcode:1996JG....104...91R. JSTOR 30068065. S2CID 128776432. doi:10.1086/629803.
- Rogers, J. J. W.; Santosh, M.  (PDF). Gondwana Research. 2003, 6 (3): 357–368  [2016-03-08]. Bibcode:2003GondR...6..357R. doi:10.1016/S1342-937X(05)70993-X.
- Sankaran, A. V.  (PDF). Current Science. 2003, 85 (8): 1121–1123  [2016-02-28].
- Shatsky, N. S. .  1. 1935: 149–165 （俄语）.
- Tait, J. A.; Pisarevsky, S. A.  (PDF). 2nd International Conference on Precambrian Continental Growth and Tectonism. 2009  [2016-03-19]. doi:10.13140/2.1.3432.3840.
- Vernikovsky, V. A.; Dobretsov, N. L. . Herald of the Russian Academy of Sciences. 2015, 85 (3): 206–212  [2016-03-05]. S2CID 152499653. doi:10.1134/S1019331615030193.
- Vernikovsky, V. A.; Metelkin, D. V.; Vernikovskaya, A. E.; Matushkin, N. Y.; Lobkovsky, L. I.; Shipilov, E. V.  (PDF). Proceedings of the International Conference on Arctic Margins VI (Fairbanks, Alaska). 2014  [2016-03-19].
- Williams, H.; Hoffman, P. E.; Lewry, J. F.; Monger, J .W. H.; Rivers, T. . Tectonophysics. 1991, 187 (1–3): 117–134. Bibcode:1991Tectp.187..117W. doi:10.1016/0040-1951(91)90416-P.
- Zonenshain, L. P.; Natapov, L. M. . Herman, Yvonne  (编). . Springer. 1987  [2016-03-19]. ISBN 9781461306771.

## 外部連結
- In the beginning, there was Ur